# بريندان هانت (ممثل)
بريندان هانت (بالإنجليزية: Brendan Hunt)‏ هو ممثل وكوميدي وكاتب سيناريو أمريكي بدأ مسيرته الفنية سنة 1999.

## الأعمال

### أفلام
- داني تريجو (2002)

### مسلسلات
- الحدائق والمنتزهات (2010)
- زيك و لوثر (2011) (بدور: جوني كينغ)
- كوميونتي (2011)
- كيف قابلت أمكما (2012)
- كي وبيل (2012)
- الجسر (2013)
- تيد لاسو (2020)

### ألعاب فيديو
- كول أوف ديوتي: فاينست أور
- فول أوت 4

## روابط خارجية
- بريندان هانت على موقع IMDb (الإنجليزية)
- بريندان هانت على موقع قاعدة بيانات الفيلم (الإنجليزية)